# Freiheitliche Deutsche Volkspartei
Die Freiheitliche Deutsche Volkspartei (Kurzbezeichnung: FDVP) war eine rechtsextremistische Partei in Deutschland, die am 15. Februar 2000 von ehemaligen Abgeordneten der DVU-Fraktion im Landtag von Sachsen-Anhalt gegründet wurde und 2003 mit der Deutschen Partei (DP) fusionierte. Daraufhin erhielt die DP den Namenszusatz Die Freiheitlichen.

## Geschichte
Nachdem die DVU bei der Landtagswahl in Sachsen-Anhalt am 26. April 1998 mit 12,9 Prozent der Stimmen einen sensationellen Wahlerfolg errungen hatte und mit 16 Abgeordneten in das Landesparlament eingezogen war, kam es in der Parlamentsfraktion immer häufiger zu Streitigkeiten, die ab Februar 1999 zu Austritten mehrerer Mitglieder führten. Am 14. Februar 2000 gründeten schließlich sechs vormals der DVU-Fraktion angehörende Abgeordnete die neue Fraktion „Deutsche Volksunion – Freiheitliche Liste“ (DVU-FL). Am folgenden Tag benannte sich die ursprüngliche DVU-Fraktion in „Fraktion der Freiheitlichen Deutschen Volkspartei“ (FDVP) um. Die neu gegründete Fraktion der DVU-FL reklamierte am 22. März 2001 schließlich den frei gewordenen Namen „DVU“ wieder für sich.
Die FDVP verstand sich als deutsches Pendant zur österreichischen FPÖ. Am 18. Juni 2000 gründete sich in Thüringen der zweite Landesverband der FDVP, ein dritter Landesverband in Sachsen existierte ebenfalls zeitweise.
Bei der Landtagswahl in Sachsen-Anhalt 2002 erreichte die FDVP lediglich 0,8 Prozent der Stimmen, scheiterte damit an der Fünfprozenthürde und war somit nicht mehr im Landtag vertreten, obwohl die DVU, Die Republikaner und die NPD bei dieser Wahl nicht antraten. Im Oktober 2003 ging die FDVP in der DP auf, die daraufhin ihren Parteinamen um den Zusatz Die Freiheitlichen erweiterte.

## Inhaltliches Profil
Auf ihrem ersten Bundesparteitag am 7. Mai 2000 erklärte die Bundesvorsitzende der FDVP und Fraktionsvorsitzende im Landtag von Sachsen-Anhalt Claudia Wiechmann, dass sich die neue Partei hauptsächlich für den Schutz nationaler Interessen, für die Wahrung der deutschen Identität, für plebiszitäre Selbstbestimmung und für den besonderen Schutz von Familien und Kindern einsetzen wolle. Der Thüringische Verfassungsschutz stellte in seinem Bericht für das Jahr 2000 fest, dass eine „parallel zur Abspaltung von der DVU einhergehende deutliche Distanz bei der FDVP in Thüringen nicht zu erkennen“ gewesen sei. Dies habe insbesondere hinsichtlich deren „fremdenfeindlicher und unterschwellig antisemitischer Grundhaltung“ gegolten. Im Verfassungsschutzbericht 2002 des Landesamtes für Verfassungsschutz Sachsen wurde die Partei als verfassungsfeindlich und rechtsextremistisch eingestuft.